# Joseph von Fraunhofer

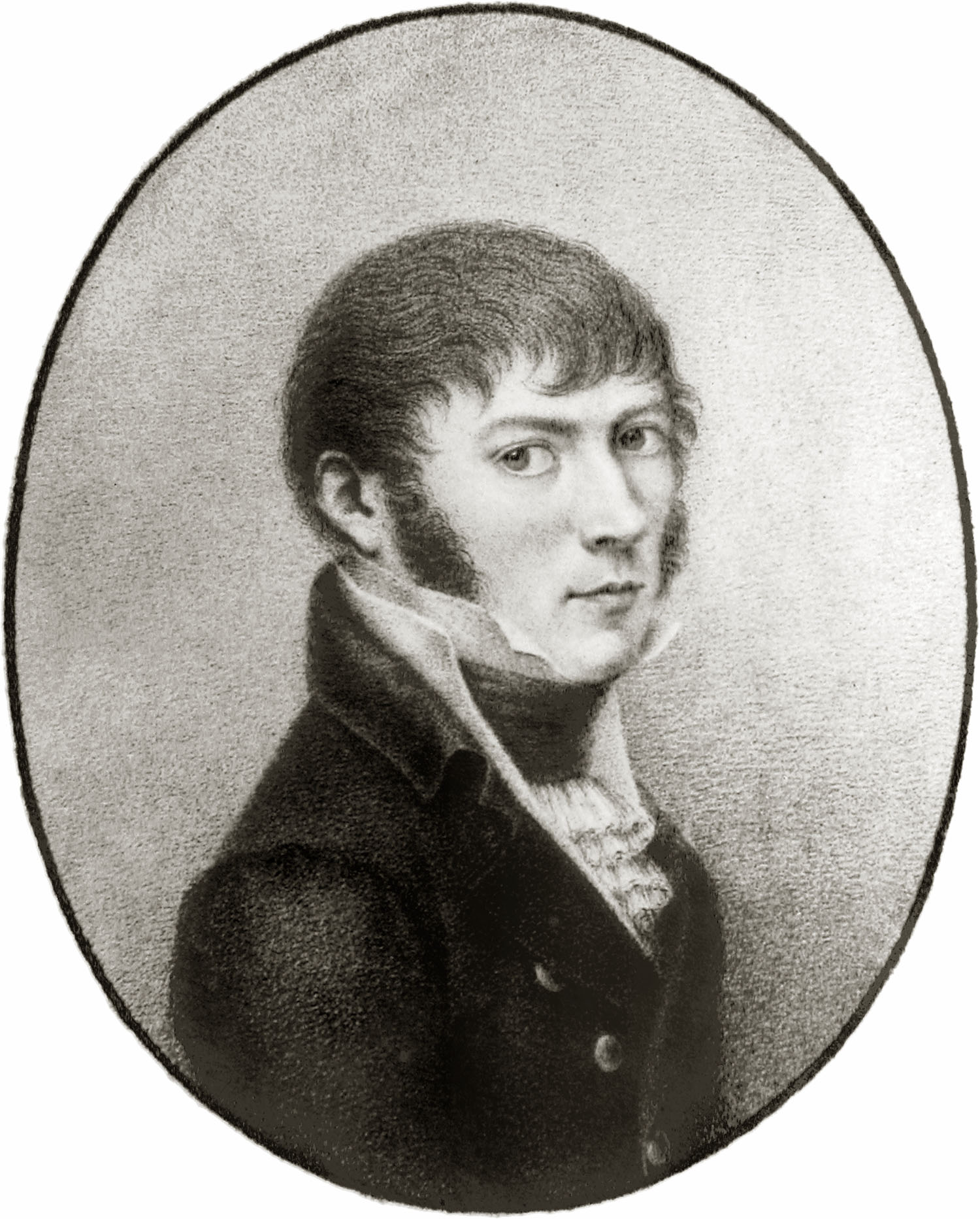
Joseph von Fraunhofer

Joseph von Fraunhofer (6 tháng 3 năm 1787 - 7 tháng 6 nam 1826) là một nhà vật lý quang học người Đức. Ông được biết đến nhờ công lao khám phá ra phổ hấp thụ của ánh sáng Mặt Trời. Phổ hấp thụ này có các vạch hấp thụ quang phổ (với đặc trưng tối); tập hợp của các vạch hấp thụ này hiện nay gọi là các vạch Fraunhofer. Khám phá này đã tạo nền tảng cho việc chế tạo ra kính quang phổ và các kính viễn vọng tiêu sắc.

## Tiểu sử
Fraunhofer sinh tại Straubing. Ông trở thành trẻ mồ côi khi mới 11 tuổi và trở thành người học việc cho một thợ làm kính khó tính tên là Philipp Anton Weichelsberger. Năm 1801, cửa hàng kính ông làm bị sụp và Fraunhofer bị lấp trong đống vụn. Fraunhofer sau đó được Maximilian IV Joseph, một hoàng thân vùng Bavaria, thực hiện ca phẫu thuật cứu sống. Sau đó vị hoàng thân này cung cấp cho Fraunhofer sách và bắt người làm thuê của ông ta để Fraunhofer thời gian học hành.
Sau tám tháng học, Fraunhofer tới làm tại viện quang phổ ở Benediktbeuern, một thầy tu dòng Benedic đã truyền dạy cách làm kính cho ông, sau đó Fraunhofer khám phá ra cách chế tác ra các loại kính quang phổ tốt nhất thế giới, ông đã lập ra các phương thức để đo độ tán sắc. Năm 1818, Fraunhofer trở thành giám đốc viện quang phổ. Nhờ các dụng cụ quang phổ tốt mà ông đã phát triển, Bavaria đã vượt qua nước Anh để trở thành trung tâm của ngành công nghiệp quang học. Thậm chí những người như Michael Faraday cũng không thể sản xuất được loại kính có thể cạnh tranh với kính của Fraunhofer.
Sự nghiệp lừng lẫy của Fraunhofer đã giúp ông giành được học vị tiến sĩ tại Đại học Erlangen năm 1822. Năm 1824, ông được trao huân chương danh dự, trở thành một quý tộc và một công dân danh dự của München. Tuy nhiên, cũng giống nhiều nhà chế tác kính cùng thời, Fraunhofer cũng bị nhiễm độc hơi hoá học từ kim loại nặng trong quá trình làm kính. Ông qua đời năm 1826 ở tuổi 39. Các công thức làm kính đáng giá nhất của Fraunhofer được cho rằng cũng ra đi cùng cái chết của ông.